# Парманка
Парманка — река в России, протекает в западной части Гайнского района Пермского края и восточной части Койгородского района Республики Коми. Является правым притоком реки Чёрная. Длина реки составляет 39 км.

## Гидрография
Берёт начало в болотистой местности, немного севернее села Кажимка в восточной части Кайгородского района Республики Коми, на высоте ≈179 м над уровнем моря. Впадает в Чёрную примерно в 17 км северо-западнее посёлка Усть-Чёрная, на высоте 145 м над уровнем моря, в 35 км от устья.

### Притоки
Наиболее крупным притоком является Парок, впадающий в Парманку справа в 14 км от устья. Помимо Парока в Парманку впадает ещё 7 притоков (длиной от ≈2 км до ≈9 км).

## Данные водного реестра
По данным государственного водного реестра России относится к Камскому бассейновому округу, водохозяйственный участок реки — Кама от истока до водомерного поста у села Бондюг, речной подбассейн реки — бассейны притоков Камы до впадения Белой. Речной бассейн реки — Кама.
Код объекта в государственном водном реестре — 10010100112111100001686.